# Duplexer
In telecomunicazioni ed elettronica il duplexer è un dispositivo elettronico di telecomunicazioni utilizzato per disaccoppiare o selezionare un segnale in trasmissione o in ricezione all'interno di un ricetrasmettitore, generalmente di tipo wireless.

## Descrizione
È un caso particolare di un multiplexer a due soli ingressi. Il suo uso semplifica notevolmente l'apparato ricetrasmittente potendo implementare il tutto in unico sistema di ricetrasmissione con la catena trasmittente che è abilitata a trasmettere o quella ricevente a ricevere quando il duplexer è opportunamente impostato sull'una o sull'altra. Può essere visto quindi come una specie di 'interruttore' di commutazione (switch) ed è posto generalmente subito a valle dell'antenna. Questa soluzione si adotta generalmente quando il sistema radio trasmette e riceve sullo stesso canale ovvero utilizzando la stessa portante su un canale che è quindi di tipo half-duplex non potendo un sistema siffatto trasmettere e ricevere contemporaneamente ed efficacemente sulla stessa frequenza per motivi di interferenza dei rispettivi segnali coinvolti. In questo caso dunque è l'antenna ad essere condivisa tra le due catene, trasmittente e ricevente.
In dispositivi a microonde può essere realizzato attraverso un T Magico come giunto disaccoppiatore tra tratti di guida d'onda.